# ブランケット・キャッツ
『ブランケット・キャッツ』は、重松清による短編小説集。レンタル猫を借りた家族の物語である。2003年3月から9月まで「asahi.com」に掲載の後、2008年2月7日に朝日新聞社より単行本が刊行された。2011年2月4日には朝日文庫より文庫本が刊行された。
7篇からなる連作短編集で、使い慣れた毛布に包まれて貸し出されるレンタル猫「ブランケット・キャット」たちが、2泊3日の契約期間の中で、子宝に恵まれない夫婦、会社の金を着服した女、失業により自宅を手放す家族など、さまざまな問題を抱えた人々に小さな変化をもたらしていく様子を描く。
2017年にNHK総合「ドラマ10」にてテレビドラマ化された。

## 収録作品
- 花粉症のブランケット・キャット
- 助手席に座るブランケット・キャット
- 尻尾のないブランケット・キャット
- 身代わりのブランケット・キャット
- 嫌われ者のブランケット・キャット
- 旅に出たブランケット・キャット（「さすらいのブランケット・キャット」改題）
- 我が家の夢のブランケット・キャット

## あらすじ
2泊3日で毛布と共にレンタルされる猫たち。さまざまな事情を抱えた人たちが、猫とかかわることで自分をかえていく。7つの短編集。

## テレビドラマ
NHK総合「ドラマ10」枠にて2017年6月23日から8月4日まで放送された。全7話。
家具修繕店を営みつつ亡き妻が残した7匹の猫の新たな飼い主を探す椎名秀亮を主人公に、引き取り希望者のもとへ3日間の「トライアル」として貸し出される猫たちが、人々の心境に変化を及ぼし、猫との交流を通じて人々が自身を見詰め直し成長していく様子を描く「再生物語」。自身も愛猫家であり猫の生態に詳しい江頭美智留が脚本を担当、「再生」のテーマのもと主人公・椎名秀亮の職業を家具修理と設定し、「猫を通じて出会う人たちの再生」とともに妻を失った「主人公の再生」の物語として描いている。主演は西島秀俊で、『とんび』『流星ワゴン』などの重松清による原作であること、「単純に猫と一緒の仕事をしてみたかった」ことを理由に出演を即決したという。

### あらすじ（テレビドラマ）
家具修理工の椎名秀亮は亡き妻が残した7匹の猫の飼い主を探していた。しかし、その猫を引き取りに彼の小さな工房にやってくるのは皆訳有な曲者ばかり。

### キャスト

#### 主要人物
椎名 秀亮（しいな しゅうすけ）
演 - 西島秀俊
家具修繕店「椎名家具製作所」を営む。亡き妻が残した7匹の猫の新たな飼い主を探している。
藤村 美咲（ふじむら みさき）
演 - 吉瀬美智子
「藤村動物病院」を経営する獣医師。秀亮の幼馴染で、秀亮のことを気にかける。
水島 楓（みずしま かえで）
演 - 島崎遥香
「藤村動物病院」の動物看護師。
佐伯 さくら（さえき さくら）
演 - 唐田えりか
奈緒子の娘。「さくら食堂」の看板娘。
横山 沙織
演 - 水原ゆき
「藤村動物病院」の動物看護師。
椎名 陽子（しいな ようこ）
演 - 酒井美紀
秀亮の妻。7匹の猫を飼う愛猫家だったが、交通事故により2年前に死去。
佐伯 奈緒子（さえき なおこ）
演 - 美保純
「さくら食堂」の女将。

#### 猫
- チャイ - 焦げパン
- たま - たまお
- みこ - みーこ
- キー - 金時
- むぎ - にぼし
- ペコ - うに
- クロ - ジャック

#### ゲスト
第1話「身代わりのブランケット・キャット」
- 立花 ヒロミ（たちばな ひろみ） - 蓮佛美沙子
- 立花 美津子 - 山下容莉枝
- 立花 祐作 - 山崎銀之丞
- 長野 康平 - 鈴之助
- 立花 芳樹 - 碓井将大
- 立花 佐代子 - 佐々木すみ江

第2話「我が家の夢のブランケット・キャット」
- 樋口 隆平 - マギー
- 樋口 美雪 - 原舞歌
- 樋口 陽太 - 高村佳偉人
- 樋口 春恵 - 奥貫薫

第3話「二人ぽっちのブランケット・キャット」
- 石田 有希枝 - ともさかりえ
- 石田 紀夫 - 加藤虎ノ介

第4話「尻尾の曲がったブランケット・キャット」
- 葉山 高志 - 利重剛
- 葉山 コウジ - 込江海翔
- 葉山 早苗 - 中島ひろ子

第5話「嫌われ者のブランケット・キャット」
- 杉原 卓也 - 太賀
- 佐々木 悦子 - 松本穂香
- 野沢 勇樹 - 松川尚瑠輝
- 権田 清 - 伊武雅刀

第6話「助手席のブランケット・キャット」
第7話「さよならのブランケット・キャット」
- 桜井 たえ子 - 富田靖子
- 永島 吾郎 - 井上肇
- 永島 良子 - 朝加真由美
- 片岡 保 - 小市慢太郎
- 小宮山 サトル - 大西利空
- 小宮山 エミ - 古川凛
- 鈴木さん ‐ 辻沢響江（第6話）
- 小宮山 賢一 - 桜井聖（第7話）
- 小宮山 恵 - 山田キヌヲ（第7話）

### スタッフ
- 原作 - 重松清
- 脚本 - 江頭美智留
- 音楽 - 得田真裕
- 主題歌 - 矢野顕子「Soft Landing」（SPEEDSTAR RECORDS）
- 演出 - 大谷太郎（アックスオン）、本多繁勝（アックスオン）
- プロデューサー - 松本明子（アックスオン）
- 制作統括 - 土屋勝裕（NHK編成局コンテンツ開発センター）、池田健司（アックスオン）
- 制作・著作 - NHK、AXON

### 放送日程
| 各話   | 放送日  | サブタイトル                         | 演出     |
| ------ | ------- | ------------------------------------ | -------- |
| 第1話  | 6月23日 | 身代わりのブランケット・キャット     | 大谷太郎 |
| 第2話  | 6月30日 | 我が家の夢のブランケット・キャット   | 大谷太郎 |
| 第3話  | 7月07日 | 二人ぽっちのブランケット・キャット   | 本多繁勝 |
| 第4話  | 7月14日 | 尻尾の曲がったブランケット・キャット | 本多繁勝 |
| 第5話  | 7月21日 | 嫌われ者のブランケット・キャット     | 大谷太郎 |
| 第6話  | 7月28日 | 助手席のブランケット・キャット       | 大谷太郎 |
| 最終話 | 8月04日 | さよならのブランケット・キャット     | 大谷太郎 |

### 関連商品
DVD
- ブランケット・キャッツ DVD-BOX（2017年12月22日発売、ハピネット・ピクチャーズ、HPBR-195）